# Telescopi solar

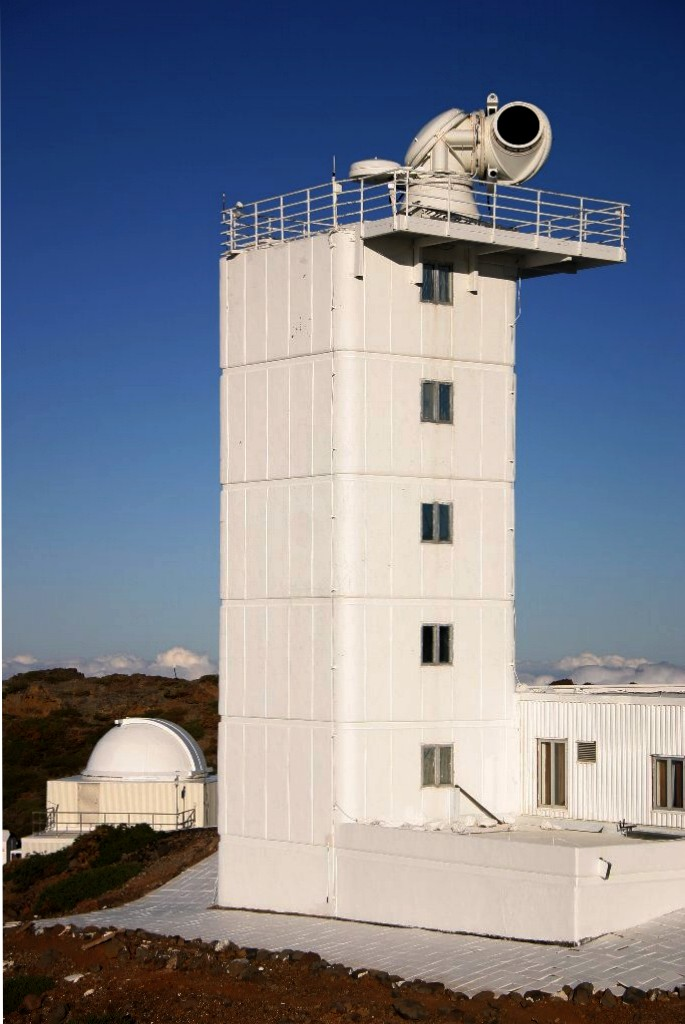
El Telescopi solar suec de l'Observatori del Roque de los Muchachos, a La Palma a les Illes Canàries.

Un telescopi solar és un telescopi concebut amb el propòsit especial d'observar el Sol i, per tant, construït amb unes característiques específiques, són els únics telescopis que fan les observacions durant el dia. Els telescopis solars normalment detecten la llum en longituds d'ona dins de l'espectre visible o molt proper a ell.

## Telescopis solars professionals
Els telescopis solars necessiten una òptica prou potent per a assolir la millor difracció possible, però, no necessiten la potència de recollida de llum d'altres telescopis astronòmics. Això no obstant, els nous filtres òptics més estrets i amb més imatges per segon ha portat als telescopis solars cap a operacions amb fotons afamats (Photon-starved). Tant a l'European Solar Telescope com al Advanced Technology Solar Telescope tenen major obertures no tan sols per incrementar la resolució, sinó també per incrementar la potència de llum recollida.
Com els telescopis solars operen durant el dia, mostrant una imatge d'un objecte astronòmic molt brillant, i que el límit de visió imposat per les turbulències atmosfèriques és molt pitjor que l'experimentat pels telescopis nocturns, els objectius d'aquest tipus de telescopis són d'1 metre o menys de diàmetre. La calor generada per la llum del sol ben enfocada també planteja un problema de disseny. Els observatoris solars professionals poden tenir elements amb distàncies focals molt llargues i la trajectòria de la llum pot mantenir-se en una ampolla de buit per eliminar el moviment de l'aire a causa de la convecció dins del mateix telescopi. Atès que això fa que el telescopi resulti relativament pesat (alguns d'ells són els telescopis òptics més pesats del món), i que l'objecte observat (el sol) viatja en un camí estret fix a través del cel, els telescopis solars solen ser fixos en la seva posició (de vegades sota terra) l'única part mòbil és un heliòstat que segueix la trajectòria del sol al cel. Aquests telescopis utilitzen tècniques de filtració i de projecció per a l'observació directa, a més de càmeres de filtratge de diversos tipus. Les eines especialitzades com ara els espectroscopisi espectrohelioscopis s'utilitzen per examinar el sol a diferents longituds d'ona.

### Alguns telescopis solars
- La Torre Einstein (Einsteinturm) operativa des de 1924
- El Telescopi solar McMath-Pierce (1.6 m de diàmetre, des de 1961)
- L'Observatori McMath-Hulbert (24 "/ 61 cm de diàmetre, 1941-1979)
- ElSwedish Vacuum Solar Telescope(47.5 cm de diàmetre, 1985-2000)
- El Telescopi solar suec (1 m de diàmetre, des de 2002)
- El Telescopi solar Richard B. Dunn (1.63 m de diàmetre, des de 1969)
- L'Observatori Mount Wilson
- El Dutch Open Telescope(45 cm de diàmetre, des de 1997)
- L'Observatori del Teide, que alberga múltiples telescopis solars, incloent 
  - El Vacuum Tower Telescope de 70 cm (des de 1989) i
  - El Telescopi solar Gregor de 1.5 m[2]
- El Telescopi de tecnologia solar avançada, un telescopi en projecte amb 4m d'obertura.

## Altres tipus d'observació
La majoria d'observatoris solars treballen en el rang de la llum visible, ultraviolat i infraroig proper, però també es poden fer un altre tipus d'observacions:
- Solar X-ray astronomy, observacions del sol a raigs X
- Multi-Spectral solar telescope array(MSSTA), una sèrie de telescopis UV llançats amb un coet sonda en la dècada de 1990[3]
- El Complex astronòmic Leoncito que observa el sol en longituds d'ona submilimètriques[4]
- La Xarxa de telescopis radiosolars (RSTN) que és una xarxa d'observatoris solars mantinguts i operats per l'AFWA (Air Force Weather Agency) dels Estats Units d'Amèrica del Nord.
- El CAST (CERN Axion Solar Telescope), que busca d'axions solars des de principis de la dècada de 2000

## Telescopis solars aficionats

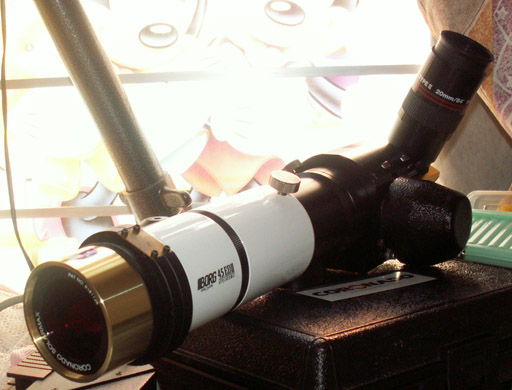
Exemple d'un telescopi solar d'aficionat, equipat amb un sistema filtre d'hidrogen alfa

En el camp de l'astronomia amateur, hi ha molts mètodes usats per observar el sol. Els astrònoms aficionats fan ús des de sistemes simples per projectar el sol en un tros de paper blanc, una falca de Herschel (Herschel wedge) pot redireccionar el 95% de la llum de l'objectiu, fins filtres d'hidrogen alfa, i fins i tot sistemes d'espectrohelioscopi fets a casa. En contrast amb telescopis professionals, els telescopis solars d'aficionats són generalment molt més petits.

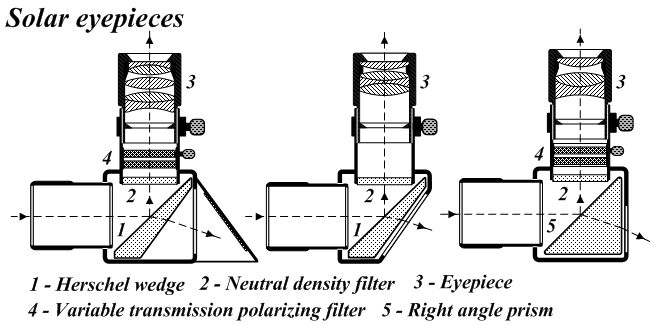
Diagrama d'una falca de Herschel i d'altres mètodes d'observació solar.